# Anotherloverholenyohead
Anotherloverholenyohead è un singolo del cantautore statunitense Prince e del gruppo The Revolution, pubblicato nel 1986 ed estratto dall'album Parade, colonna sonora del film Under the Cherry Moon.

## Composizione
Il brano è stato registrato nell'estate del 1985 e non era presente nella prima tracklist ideata per l'album; fu aggiunto in un momento successivo. La composizione inizia con un assolo di chitarra accompagnato da virtuosismi vocali di Prince, e continua poi con una sequenza di pianoforte che accompagna anche i due ritornelli, mentre una lenta linea di basso è ascoltabile nelle due strofe. Le sovraincisioni vocali sono eseguite da Prince e Susannah Melvoin, sorella di Wendy e allora fidanzata dell'artista. Clare Fischer compose e diresse nel dicembre del 1985 un arrangiamento orchestrale per tutta la durata del pezzo, ma Prince volle mantenere solo poche e brevi parti dopo il secondo ritornello nella versione definitiva. Esiste una versione estesa in cui Atlanta Bliss ed Eric Leeds eseguono un assolo di ottoni, seguito da uno lungo e complesso di pianoforte e da comandi di danza di Prince.

## Testo
Il testo è narrato da un uomo con l'intenzione di far ritornare con lui la sua compagna che lo ha lasciato per un altro amante, e il titolo è una composizione di parole derivante dal verso più saliente della canzone, presente nel ritornello ("U need another lover like u need a hole in yo head").

## Performance dal vivo
Il brano è stato eseguito dal vivo  assieme ai Revolution nel Parade Tour in Europa. Qui Atlanta Bliss ed Eric Leeds suonarono l'assolo presente nella versione estesa del brano. La canzone venne eseguita poi occasionalmente sia nei tour che in concerti separati con i New Power Generation a partire dal 2006 fino al 2012, nel Welcome 2 Australia Tour, in cui venne suonata per l'ultima volta. I Revolution l'hanno eseguita ripetutamente nei loro concerti in memoria di Prince nel 2016 e nel 2017.

## Tracce
- 7" (USA)

1. Anotherloverholenyohead
2. Girls & Boys

- 7" (UK)

1. Anotherloverholenyohead
2. I Wanna Be Your Lover

## Formazione
- Prince — voce, strumenti vari
- Lisa Coleman — tastiera, voce
- Wendy Melvoin — chitarra, voce
- Dr. Fink — tastiera
- Brown Mark — basso
- Bobby Z. — batteria, percussioni
- Susannah Melvoin — cori
- Clare Fischer — arrangiamenti orchestrali

## Classifiche
| Classifica (1986)              | Posizione massima |
| ------------------------------ | ----------------- |
| Irlanda                        | 15                |
| Nuova Zelanda                  | 36                |
| Regno Unito                    | 36                |
| Stati Uniti                    | 63                |
| Stati Uniti (dance club)       | 21                |
| Stati Uniti (dance/electronic) | 10                |
| Stati Uniti (R&B)              | 18                |